# Marseillan (Gers)
 Marseillan  (en occitano Marcelhan) es una localidad y comuna de Francia, en la región de Mediodía-Pirineos, departamento de Gers, en el distrito y cantón de Mirande.
Su población municipal en 2008 era de 80 habitantes.
Está integrada en la Communauté de communes Cœur d'Astarac en Gascogne .

## Demografía
| 194 | 182 | 249 | 248 | 296 | lac. | 264 | 235 | 219 | 200 | 227 | 220 | 220 | 216 | 216 | 204 | 186 | 180 | 169 | 169 | 143 | 149 | 143 | 145 | 122 | 131 | 108 | 107 | 87 | 100 | 82 | 68 | 80 |
| Para los censos de 1962 a 1999 la población legal corresponde a la población sin duplicidades (Fuente: INSEE [Consultar]) |     |     |     |     |      |     |     |     |     |     |     |     |     |     |     |     |     |     |     |     |     |     |     |     |     |     |     |    |     |    |    |    |